# دم‌اسب صحرایی
دم‌اسب صحرایی از جمله گیاهان دارویی است که از قدیم در اروپا و چین بکار می‌رفته‌است.
در فارسی به آن «دم اسبی»، «دم اسب» نیز می‌گویند. درکتب طب سنتی با نام‌های «ذنب الخیل» و «ذنب الفرس» از آن نامبرده شده‌است. به فرانسوی آن را Prele des Queue do cheval , Queue do renard , champs , Bottle brush Equisetum می‌نامند. گیاهی است از تیره Equisetaceae نام علمی آن Equisetum arvense L. می‌باشد. دم اسب چون دارای مقدار زیادی سیلیس می‌باشد بنام سیلیس Silica نیز معروف است.
دم اسب گیاهی علفی، دائمی، بند بند و ریزوم دار است و ریزوم آن حامل دو نوع ساقه هوایی است: ساقه‌ای که به رنگ قرمز است و در اوایل بهار ظاهر می‌شود و ساقه دیگری که به رنگ سبز است و نازا می‌باشد و بعد از ساقه قرمز رشد می‌کند. مصرف طبی دم اسب به ساقه سبز آن محدود می‌شود.

## مشخصات
به‌طور کلی گیاهان جنس دم اسب از گیاهان بی گل و نهانزادان آونددار چند ساله هستند. همه آن‌ها دارای برگهای کوچک رشد نکرده می‌باشند به طوری که ساقه هوایی آن‌ها ظاهراً بدون برگ است ولی وقتی خوب دقت شود در گره‌ها و بندهای متعددی که ساقه دارد برگهای رشد نکرده‌ای به صورت فلس‌های کوچک سیلیسی و لخت دیده می‌شود. دم اسب دو نوع ساقه هوایی دارد، ساقه‌های بارور که در اوایل بهار ظاهر می‌شوند و رنگ آن‌ها قرمز بدون سبزینه و دیگری ساقه‌های نازا که پس از آن ظاهر می‌شوند و رنگ آن سبز و کمی قطورتر است.
وجود مقادیر زیاد ترکیبات سیلیس در این گیاه موجب شده تا ساقه‌های آن زبر و خشن باشد. از اینرو از دیرباز، برای تمیز کردن ظروف آشپزخانه و حتی تراشیدن زبری‌های چوب، از ساقه‌های آن استفاده می‌شده‌است.

گیاه دم اسب دارای ساقه زیرزمینی بسیار دراز، افقی و بندبند است و در هر بند تورمی غده‌ای شکل دیده می‌شود و ریشک‌های آن که بر ساقه زیرزمینی اتصال دارند در خاک فرورفته‌اند. دم اسب از علف‌های هرز لجوج و مبرم است که معمولاً در نقاط مرطوب در جوی‌ها و باتلاقها می‌روید. بلندی آن ۶۰–۵۰ سانتی‌متر است و در طب سنتی از ساقه‌های نازای گیاه که سبزرنگ و قطورتر است به عنوان دارو استفاده می‌شود. این گیاه در اروپا و آسیا انتشار دارد. در فرانسه و برخی کشورهای اروپایی از داروهای مورد توجه‌است. در هند در ارتفاعات هیمالیا و در ایران در مناطق شمال ایران، در گرگان، بندرگز، و پیربازار رشت و در آذربایجان، تبریز و رنجناب به‌طور خودرو دیده می‌شود.

## ترکیبات شیمیایی
در گیاه دم اسب وجود روغن چرب، اسید سیلیسیک، اسید لینولئیک، اکیستونین، اسید اکیستیک اسید و اکیستین تأیید شده‌است]چیو[. بعلاوه در گیاه یک ماده تلخ و مقدار کمی اسید اُگزالیک، اسید مالیک، نوعی ساپونین و… وجود دارد. در گیاه تازه ۱۵–۳ درصد و در خاکستر گیاه تا ۷۰ درصد سیلیس یافت می‌شود.

## موارد مصرف
دم اسب در طب سنتی جهت درمان ناخن‌های شکننده، ریزش مو، سل، بیماری‌های روماتیسمی، نقرس و در بهبود خونریزی‌های شدید قاعدگی، خونریزی بینی، ریه و معده استفاده می‌شود. از دم اسب به عنوان ضد التهاب، ضد اسپاسم، مدر جهت دفع سنگ کلیه و مثانه و همچنین برای بهبود زخم و سوختگی استفاده می‌گردد. یکی دیگر از کاربردهای رایج عصاره دم اسب، استفاده از آن برای تقویت و مرطوب‌کنندگی ناخن‌های شکننده است. استفاده از محلول عصاره دم اسب بر روی ناخن باعث خون رسانی بهتر به موضع شده و در نتیجه اکسیژن و مواد غذایی بیشتری به ناخن می‌رسد. ترکیبات سیلیسی موجود در این عصاره خاصیت کراتئولیتیک داشته و موجب از بین رفتن سلول‌های بافت مرده پوست می‌شود. از این رو ناخن‌های آسیب دیده، شکننده و شیار دار ترمیم شده و اسباب استحکام و براق شدن مجدد آن‌ها فراهم می‌گردد، به گونه‌ای که در فاصله زمانی اندکی شادابی و رشد ناخن نمایان می‌شود. بررسی‌ها نشان داده که استفاده از عصاره این گیاه می‌تواند حتی مشکلات ناشی از پسوریازیس روی ناخن‌ها را نیز برطرف نماید.

## مکانیسم اثر
سیلیس موجود در عصاره دم اسب از شکنندگی، ترک خوردگی، ورقه شدن و پوسته شدن ناخن‌ها جلوگیری کرده و سبب استحکام و تقویت آن‌ها می‌شود. سیلیس موجود در این گیاه با تسهیل رسوب کلسیم و سایر املاح معدنی و با کاهش تعداد سلول‌های استئوکلاست، تحریک فعالیت سلول‌های استئوبلاست، تحریک سنتز کلاژن و تسهیل سنتز گلیکوزآمینوگلیکان و کلاژن موجب تشکیل استخوان و بافت همبند می‌گردد. سیلیس با اتصال زنجیره‌های چندقندی گلیکوزآمینوگلیکانی به یکدیگر به تشکیل چارچوب ساختاری و انعطاف‌پذیری بافت همبند کمک می‌کند. همچنین آنزیم‌های وابسته به سیلیس موجب اتصال اسید آمینه به رشته‌های کلاژن در بافت همبند می‌شوند.
مواد مؤثر موجود در گیاه دم اسب با افزایش بقا و تکثیر استئوبلاستها و مهار تولید استئوکلاستها به سلامت بافت استخوان کمک کرده و از پوکی استخوان پیشگیری می‌نمایند. سیلیسیم موجود در این گیاه در کلسیفیکاسیون و معدنی سازی ماتریکس استخوان و نیز جذب و متابولیسم عناصر ضروری بدن مانند مس، کلسیم و منیزیم که در سنتز کلاژن و استخوان دخیل هستند نقش مهمی دارد. همچنین سیلیسیم به سنتز کلاژن نوع I، ایجاد اتصال در درون و بین زنجیره‌های پلی ساکاریدی گلیکوز آمینو گلیکانی ماتریکس استخوان و همچنین اتصال این مولکول‌ها به پروتئین‌های مربوطه کمک می‌نماید. از این رو سیلیسیم به تشکیل چارچوب ساختاری بافت پیوندی، استخوان و غضروف کمک نموده و از پوکی استخوان جلوگیری می‌نماید.